# Boucheporn
Boucheporn é uma comuna francesa na região administrativa de Grande Leste, no departamento de Mosela. Estende-se por uma área de 6,65 km². Em 2010 a comuna tinha 588 habitantes (densidade: 88,4 hab./km²).